# شانتال شکاملووا
 شانتال شکاملووا (اسلواکی: Chantal Škamlová؛ زادهٔ ۴ سپتامبر ۱۹۹۳) یک تنیس‌باز اهل اسلواکی است. 